# Molí del Mig (la Riera de Gaià)
El Molí del Mig és una obra de la Riera de Gaià (Tarragonès) protegida com a Bé Cultural d'Interès Local.

## Descripció
Dins el poble de La Riera i davant l'església hi ha aquest molí amb tot el parament de les dues moles, que funcionaven amb una turbina fins no fa gaires anys, a la part baixa d'ell hi ha l'estança amb volta de canó d'un molí més antic, i per la part del carrer la bassa amb dos cacaus.
Seria interessant la recuperació d'aquest molí.